# Сономын Лувсан
Сономын Лувсан (1912—1994) — монгольский политик и дипломат, исполняющий обязанности председателя Президиума Государственного Великого Народного Хурала МНР с 29 июня 1972 года по 11 июня 1974 года.

## Биография
Во время Второй мировой войны Лувсан служил заместителем премьер-министра Чойбалсана. 21 февраля 1949 года он был назначен заместителем председателя Совета министров, а также министром торговли. С 1957 по 1959 годы он служил в качестве посла в КНР. 17 июня 1959 года он вновь становится заместителем председателя Совета министров, и работает до назначения послом в СССР с 1960 по 1964 годы.
С начала работы в Политбюро МНРП в 1963 году, Лувсан стал одним из самых влиятельных политиков Монголии, и его можно было часто увидеть вместе с Юмжагийном Цедебалом. Вскоре после смерти президента Жамцарагийна Самбу, Лувсан был избран исполняющим обязанности Председателя Президиума Великого народного Хурала 29 июня 1972 года, заменив Цаганламына Дугэрсурэна, исполняющего обязанности председателя один месяц. Премьер-министр Цеденбал планировал подняться в позиционировать себя после смерти Самбу, но политические и соображения и состояние здоровья заставили его отложить этот шаг. 11 июня 1974 года Цеденбал отправил в отставку Лувсана, после чего был единогласно избран на пост председателя Великого народного Хурала.
Сын Лувсана, Лувсангийн Эрдэнэчулун (род. 1948) — монгольский дипломат, служил министром иностранных дел с 2000 по 2004 годы.